# Sebastian Krüger

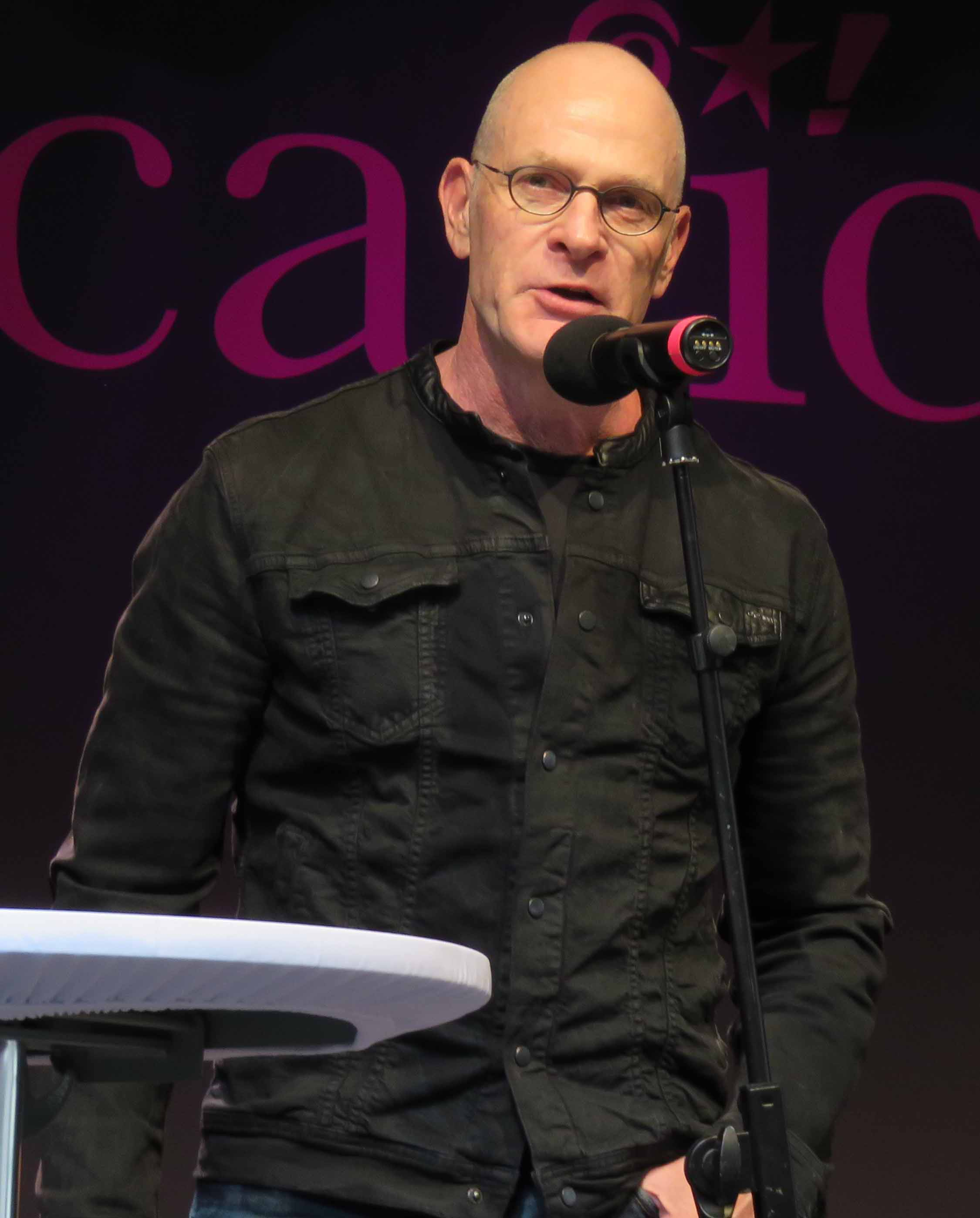
Sebastian Krüger (2016)

Sebastian Krüger (* 30. Juni 1963 in Hameln) ist ein deutscher Maler, der vor allem durch seine Karikaturen und Künstlerporträts bekannt ist.

## Leben und Wirken
Sebastian Krüger besuchte die Heinrich-Göbel-Realschule in Springe. Nach dem Studium der Freien Malerei an der Hochschule für Bildende Künste Braunschweig bei Dörfler machte er als Gestalter zahlreicher Presse-Titelbilder im In- und Ausland, als Illustrator und nicht zuletzt als kreativer Schöpfer diverser Plattencover Furore. So gestaltete Krüger etwa das Album-Cover Pik Sibbe der Kölner Rockband BAP von 1993 und diverse Plattencover für die deutsche Thrash-Metal-Band Tankard aus Frankfurt am Main. Später zog sich Krüger aus diesem Bereich zurück, um sich wieder ganz der freien Malerei zu widmen. Seine künstlerische Entwicklung vom ehemaligen sogenannten „Star-Karikaturisten“ führte ihn in den vergangenen Jahren zu einem Star des New Pop Realism, dessen Kunstwerke von Weltstars wie den mit ihm befreundeten Rolling Stones und von Kunstkennern aus aller Welt geschätzt und gesammelt werden.
Krüger hat sich in dem Vierteljahrhundert seines Schaffens ganz im Sinne einer New Pop Art dem Vexierspiel seines Schaffens mit Identität und Pose, mit der Authentizität des Fiktionalen verschrieben und sich damit als populärer Maler etabliert. Die kreative Reflexion über die Maschinerie medialer Inszenierung, die Ikonomanie zeitgenössischer Bildproduktion, ist das bestimmende Merkmal seiner Werke; seine Gesichter sind eine Hommage an die Welt des schönen Scheins, an die Rock- und Pop-Kultur der sechziger Jahre, zu welcher der Maler ein beinahe rituelles Verhältnis kultiviert hat. Laut Eigenaussage über sein Schaffen („Alles ist nur ein Übergang!“) widmet er sich seit einigen Jahren mit der gleichen künstlerischen Leidenschaft der Aufarbeitung des privaten Raums seiner Kindheit im gleichen Zeitraum. 2016 widmete das Caricatura Museum für Komische Kunst in Frankfurt am Main seinem Lebenswerk eine große Sonderausstellung. In der Juli/August-Ausgabe 2020 (Nr. 398) veröffentlichte das Heavy-Metal-Musikmagazin Rock Hard ein sechsseitiges Interview mit Künstler Sebastian Krüger. Er ist der Schöpfer der Bandmaskottchen Alien von Tankard, Mad Butcher von Destruction und Ratman von Risk. Für das Album The Meaning of Life der deutschen Thrash-Metal-Band Tankard, das 1990 erschien, schuf Krüger ein Album-Cover, auf dem Papst Johannes Paul II. zusammen mit Bundeskanzler Helmut Kohl bei einem Glas Bier in einer rauchigen Kneipe sitzt, wobei das Oberhaupt der katholischen Kirche einen Joint raucht und ein umgedrehtes goldenes Kreuz um den Hals hängen hat, während unter seinem Stuhl gebrauchte Kondome herumliegen. Zusätzlich trägt der Papst eine Tätowierung auf dem rechten Unterarm. Am Nachbartisch vor ihnen sitzt Boxsportler Mike Tyson. Ferner gestaltete Krüger das Cover des Albums From the Trashcan to the Ballroom der Rockabilly/Punk'n'Roll-Band The Raymen von 1987, auf dem ein nächtlicher Musikclub zu sehen ist, vor dem eine schwarze Limousine parkt.
Als prägende Vorbilder, die nachhaltigen Einfluss auf sein persönliches Schaffen ausübten, nennt Krüger Volker Ernsting, Jean Mulatier, Patrice Ricord, Norman Rockwell, Frank Frazetta und Francis Bacon.
Für das 1990 erschienene Album Crazy World der deutschen Hard-Rock-Band Scorpions malte Krüger ein angedachtes Cover-Bild mit Karikaturen der Bandmitglieder. Auf Sebastian Krüger war die Rockgruppe aufmerksam geworden durch diverse Illustrationen der Rolling Stones in einer Ausgabe der Illustrierten Stern. Während des Entstehungsprozesses des Gemäldes besuchten die Scorpions den Maler in seinem kleinen Wohnungsatelier und versuchten, ihm Verbesserungsvorschläge zu machen, was zum Beispiel die Größe einer Nase und der körperliche Umfang der Figuren betraf. Im Gegenzug durfte Krüger die Rock-Band in einem Tonstudio in Amsterdam besuchen, als die Scorpions den Song Tease Me Please Me für das Album Crazy World aufnahmen. In Bezug auf die Auftragsarbeit lehnte jedoch die Plattenfirma das fertige Resultat ab mit der Begründung, der Wiedererkennungswert der einzelnen Bandmitglieder sei bis auf Gitarrist Rudolf Schenker nicht groß genug, um das Gemälde als Album-Cover zu verwenden. Als Guns-N’-Roses-Gitarrist Slash im Jahre 2000 das zweite Album Ain't Life Grand seines Bandprojekts Slash’s Snakepit veröffentlichte, schickte er Sebastian Krüger vorab eine Demo-Kassette mit den Songs und dem Auftrag, ein Bild der Rockband zu malen, das innerhalb des beiliegenden Booklets abgedruckt werden sollte. Hinterher war Slash jedoch von der Karikatur dermaßen begeistert, so dass er die Illustration als Cover des Albums auswählte.
Der Künstler lebt und arbeitet bei Hannover und in Kalifornien.

## Werke (Auswahl)
- Face2Face: Fine Art by Sebastian Krüger, Deutsch, Oldenburg: Lappan, 2015, ISBN 978-3-8303-3389-0
- INSIGHTS by Sebastian Krüger – Vol. 1 , 2 Workshop-Dokumentationen + Zeichnungen, Springe: Faustmann & Schönebaum GbR, 2011, im Eigenverlag
- Faces : The Art of Sebastian Krüger, Deutsch/English; Zug, Switzerland : Ed. C; 2008; Oldenburg: Lappan, ISBN 978-3-8303-5000-2
- Stars, mit Texten von Michael Lang; Zug, Switzerland : Ed. C; 1997; Oldenburg : Lappan, ISBN 978-3-89082-730-8
- Stones, Deutsch/English; Zug, Switzerland : Ed. C; 2005; Oldenburg : Lappan, ISBN 978-3-89082-505-2
- Rolling Stones, Thurn : Ed. Kunst der Comics, 1990, ISBN 3-923102-45-3